# USS Thomas A. Edison (SSN-610)
USS Thomas A. Edison (SSBN/SSN-610) – trzeci w kolejności budowy amerykański okręt podwodny z napędem atomowym typu Ethan Allen. W latach 1962–1980 jako SSBN-610 przenoszący pociski balistyczne SLBM typu Polaris A-2, następnie Polaris A-3, w ramach systemu rakietowego Polaris-Poseidon. 6 października 1980 roku, został wycofany z systemu strategicznego odstraszania nuklearnego i przeklasyfikowany na okręt myśliwski (SSN-610). Służbę w marynarce amerykańskiej zakończył 6 grudnia 1991 roku.